# Michiaki Kamochi
Michiaki Kamochi –en japonés, 賀持 道明, Kamochi Michiaki– (16 de enero de 1970) es un deportista japonés que compitió en judo. Ganó una medalla de oro en el Campeonato Asiático de Judo de 1991 en la categoría de –95 kg.

## Palmarés internacional
| Campeonato Asiático | Campeonato Asiático | Campeonato Asiático | Campeonato Asiático |
| Año                 | Lugar               | Medalla             | Categoría           |
| ------------------- | ------------------- | ------------------- | ------------------- |
| 1991                | Osaka (Japón)       | Medalla de oro      | –95 kg              |